# Meillonnas

Meillonnas este o comună în departamentul Ain din estul Franței.